# Інгібування в гірничій галузі
Інгібування в гірничій галузі (рос. ингибирование в горном деле; англ. inhibition in mining; нім. Inhibition f, Hemmung f, Verzögerung f im Bergbau) — процес пригнічення, гальмування хімічних реакцій під час здійснення вибухових робіт, буріння свердловин, експлуатації свердловин на родовищах нафти і газу.
При бурінні свердловин інгібування проводиться для підвищення стабільності технологічних властивостей бурових розчинів в умовах агресивного впливу на них температури, мінералізованих пластових вод і легко набрякаючих гірських порід, а також для зберігання стійкості стінок свердловин, складених водочутливими глинами. При видобуванні нафти і газу інгібування використовується для уповільнення корозії, гідратоутворення, соле- і парафіновідкладання у свердловині.